# Смотрим
Смотрим — российская государственная мультимедийная онлайн-платформа, разработанная крупнейшим государственным медиахолдингом «ВГТРК». Начала работу 1 ноября 2020 года.
Платформа объединяет контент всех активов холдинга: федеральные каналы «Россия-1», «Россия-24», «Россия-Культура» и международный канал «РТР-Планета», региональное вещание 79 филиалов по всей стране, радиостанции «Радио России», «Маяк», «Вести FM», «Культура» и «Юность». На платформе представлены новости и репортажи, политические ток-шоу, сериалы, кино, подкасты, мультфильмы, юмор, концерты, спектакли, документальные фильмы, познавательные программы, развлекательные шоу, а также прямые эфиры более 20 российских каналов и радиостанций.
Также присутствует архив передач, произведённых «ВГТРК» для телеканала «Карусель» в 2010—2023 годах, и архив передач с закрытых в 2010 и 2015 годах соответственно телеканалов «Бибигон» и «Россия-2».

## История
Домен smotrim.ru появился ещё в 2006 году. Впервые наименование «Смотрим» было использовано ВГТРК весной 2020 года, в период режима самоизоляции в связи с пандемией коронавируса в России: с 27 марта по 9 июня на сайте телеканала «Россия-1» вместо его логотипа использовалась плашка «Смотрим дома», из которой затем второе слово было удалено. Летом того же года была получена лицензия как сетевое издание.
В октябре 2020 года было объявлено о создании собственной медиаплатформы, объединяющей весь контент ВГТРК.

 Этот сервис станет уникальным агрегатором всех контент-ресурсов компании. На СМОТРИМ.РФ будет собрано всё, что можно увидеть или услышать в эфире каналов медиа-холдинга: федеральные и региональные новости, аналитические программы, любимые фильмы и сериалы, премьеры, эксклюзивы и многое другое. Это удобное для пользователя медиапространства контента ВГТРК, где он постоянно обновляется и где его легко находить. — ВГТРК
1 ноября 2020 года ВГТРК представила медиаплатформу «Смотрим» — веб-сайт и приложение для мобильных устройств. Руководители компании говорили о «революционном прорыве», «удобстве» и «надёжности» для миллионов пользователей. На официальной презентации заместитель генерального директора ВГТРК Антон Златопольский рассказывал, что над новой цифровой платформой «работали очень тщательно и долго, делали тесты, проводили фокус-группы». По оценке Дениса Кускова из TelecomDaily, стоимость разработки и запуска «Смотрим» должна была составить десятки миллионов рублей.
С декабря 2020 по январь 2021 года все существующие видео, новости и страницы передач на сайтах телеканалов «Россия-1», «Россия-Культура» и закрытого телеканала «Россия-2», а также в приложении «Моя планета», были переведены на данную платформу. С марта по май 2022 года аналогичное было сделано для телеканала «РТР-Планета» и всех радиостанций ВГТРК.
14 марта 2021 года на телеканале «Россия» было заявлено о том, что количество пользователей сервиса ушло за отметку выше миллиона.
В марте 2021 года платформа начала предоставлять подборку документальных фильмов ВГТРК, доступ к которым был ограничен видеохостингом «YouTube». Среди них «Крым. Путь на Родину» (автор — Андрей Кондрашов), «Беслан» (автор — Александр Рогаткин), «Ржев. 500 дней в огне», «Великая неизвестная война», «Мюнхенский сговор. Приглашение в ад», «Панфиловцы. Легенда и быль», «Земля Айлана Курди», «Великая русская революция», «Варшавский договор. Рассекреченные страницы», «Волынь-43. Геноцид во „Славу Украине“», «Муссолини. Закат» и других, к которым YouTube  применил санкции.
В сентябре 2022 года платформа представила подборку фильмов киностудии «Мосфильм». Среди них «Операция «Ы» и другие приключения Шурика», «Кавказская пленница, или Новые приключения Шурика», «Иван Васильевич меняет профессию», «Бриллиантовая рука», «Девчата», «Карнавальная ночь», «Берегись автомобиля», «Невероятные приключения итальянцев в России», «Свой среди чужих, чужой среди своих», «Ирония судьбы, или С лёгким паром!», «Служебный роман», «Гараж», «Москва слезам не верит», «Родня», «Любовь и голуби» и другие.

## Функциональность
В приложении имеется возможность читать мировые новости, а также новости каждого региона (просмотр региональных «Вестей» и других программ региональных филиалов ВГТРК).
Присутствует доступ к кино и сериалам, транслировавшимся когда-либо на ВГТРК, в том числе и эксклюзивному контенту. Имеется раздел «Эфир», в котором собраны прямые трансляции ряда основных каналов и радиостанций ВГТРК. Вследствие того, что ВГТРК является одним из основателей сервиса «Витрина ТВ», через приложение также доступны эфиры некоторых сторонних каналов.
Помимо вышеперечисленного, в приложении можно просматривать прямые эфиры разнообразных (в основном политических) прямых трансляций.
Прямой эфир телеканалов доступен независимо от страны нахождения: «РТР — Планета» (транслируются все 4 дубля — Азия, СНГ, Европа и США) и «Россия-24. Мир» (сквозное глобальное вещание).
Прямой эфир телеканалов доступен только на территории России в зависимости от местонахождения пользователя: «Россия-1» (транслируются все 10 дублей), «Россия-24» (сквозное вещание на всей территории России) и «Россия-Культура» (транслируются все 4 дубля), остальных каналов, включая их HD дубли и радиостанций. Также доступна трансляция телеканалов «Россия-1» и «Россия-24» с врезками всех региональных филиалов ВГТРК.
Полный доступ к платформе возможен после регистрации, она является бесплатной.

## Доступность
Платформа доступна в десктоп-версиях на сайте smotrim.ru, в приложениях для мобильных устройств на базе операционных систем «iOS» и «Android», а также на смарт-телевизорах «Samsung» и «LG».
В 2021 году платформа «Смотрим» вошла в список приложений, обязательных для предустановки на продаваемые в России смарт-телевизоры с 1 апреля этого же года.
1 апреля 2021 года медиаплатформа стала доступна на телевизионных приставках Apple TV, а также на телевизорах и медиаплеерах на базе Android TV, на Apple TV приложение являлось полной копией уже существующего приложения телеканала «Россия».

## Критика
Во время проведения чемпионата Европы по футболу 2020 платформа, эксклюзивно транслировавшая половину матчей чемпионата, включая финал, подверглась критике пользователей. В отличие от «Первого канала» и «Матч ТВ», зрителям «России» игры в интернете были доступны только на «Смотрим», так как государственный телеканал отказался делиться трансляциями с легальными сервисами, которые были вынуждены перенаправлять своих пользователей на платформу. При этом сервера «Смотрим» не выдерживали нагрузку на популярных матчах чемпионата, таких как, например, дебютный матч сборной России против Бельгии, или финал Италия — Англия. Подобные технические неполадки вызвали в социальных сетях критику со стороны зрителей, которые по сути были лишены возможности смотреть главные матчи чемпионата. В ВГТРК, в свою очередь, ответов на многочисленные запросы журналистов не было.
Впервые проблемы возникли на первом матче сборной России против Бельгии. Трансляция прервалась через 10 минут после начала матча и не восстанавливалась ни в мобильном приложении, ни через браузер до конца первого тайма. Но и после возобновления трансляции картинка шла со сбоями. Подобная ситуация повторялась на других трансляциях «Смотрим», особенно на полуфинале Италия — Испания и финале.
Когда платформа только запускалась, руководители ВГТРК обещали, что у неё будет работать круглосуточная техподдержка. Несмотря на бурную реакцию зрителей, ВГТРК публично никак не отреагировала на ситуацию. В пресс-службе ВГТРК на запросы СМИ заявили, что знают о реакции болельщиков и «вообще ситуация неприятная», но иных комментариев не предоставили.
В июле 2022 года сайт разместил выпуск программы «Вести недели» без вызвавшего резонанс репортажа о том, как родители погибшего на Украине старшего сержанта Алексея Малова из села Вязовка Саратовской области купили на компенсацию (названную в сюжете «гробовыми деньгами») автомобиль LADA Granta, о которой мечтал их сын.

## Санкции
8 июля 2022 года, на фоне вторжения России на Украину, Смотрим внесён в санкционные списки Канады как платформа дезинформации и пропаганды «за содействие и поддержку неспровоцированного и необоснованного вторжения России в Украину».